# Arild Olsen
Arild Gunnar Olsen (Bodø, 14 gennaio 1952) è un ex calciatore norvegese, di ruolo centrocampista.

## Palmarès

### Club
Olsen vestì la maglia del Bodø/Glimt, con cui vinse la Coppa di Norvegia 1975.

### Nazionale
Conta 2 presenze per la Norvegia. Esordì il 24 marzo 1976, nella sconfitta per 3-0 contro l'Irlanda.

## Palmarès

### Club

#### Competizioni nazionali
- Coppa di Norvegia: 1

Bodø/Glimt: 1975